# 臺灣有用植物調查
臺灣有用植物調查為臺灣總督府1905年起執行的官方支持臺灣在地植物調查計畫。此計畫由官方編定經費，由川上瀧彌擔任主任，早田文藏擔任植物鑑定囑託，另聘僱助手進行植物標本採集，臺灣總督府以所累積的調查成果，出版《臺灣植物目錄》及《臺灣植物圖譜》，並為後續臺灣植物研究的重要資料。

## 計畫內容
臺灣有用植物調查開始於1905年，由臺灣總督府殖產局執行，計畫起源於殖產局局長新渡戶稻造提出，總督兒玉源太郎與民政長官後藤新平認為有必要針對臺灣地區的有用植物進行調查，於是在計畫開始前，派任川上瀧彌為主要計畫人員，先擬定執行的策略和方向之後，展開臺灣植物的調查，但並沒有因此設置相關機構來組織人員，僅陸續延攬殖產局的人員，或是對植物採集、研究等專業人士加入團隊，在臺灣總督府固定的經費援助下，使得這項計畫能夠穩定持續的進行。調查任務以深入較難抵達的高山地區為採集的首要目標，再往下到平地，進而擴展到全臺各地，陸續將採集的植物標本送往東京帝國大學，由早田文藏接手進行鑑定或命名，以及發表的工作。截至1921年，「臺灣有用植物調查」相關的出版發表所紀錄到的臺灣植物種類超過3600種。

## 主要參與人物
1903年來臺灣擔任臺灣總督府技師的植物病理學家川上瀧彌1905年成為「有用植物調查」的主任，主持在地的植物調查，在臺灣的調查足跡遍布臺灣各地，甚至離島，1905至1906年間曾兩次前往新高山（現為臺灣玉山）進行調查與採集植物。為了增加有用植物調查量能，川上找了幾位助手，其中有中原源治、森丑之助、島田彌市、佐佐木舜一。其成員常進入對高山，進行植物調查，因此有許多植物學名被冠上川上氏(kawakamii)、森氏（morii）等人之名，如川上氏忍冬、著生杜鵑、恆春風藤、山艾、森氏山柳菊、森氏杜鵑（玉山杜鵑）、森氏唐松草等。1905年受聘為臺灣總督府植物調查事務囑託的早田文藏負責川上瀧彌與助手到處採集臺灣植物並獲得的全數植物標本的分類與鑑定事宜。雖獲得大量植物標本，但缺乏相關的參考資料，早田便前往歐洲與當地學者相互討論並比對資料，並在1911到1921完成十卷3600多種的《臺灣植物圖譜》（Icones Plantarum Formosanarum）。

## 重要成果及出版
1910年臺灣總督府民政部殖產局依有用植物調查計畫所累積的標本與鑑定成果，出版《臺灣植物目錄》，由時任民政部殖產局技師的川上瀧彌主筆。本目錄以1896年韓爾禮（Henry Augustine）所著的《福爾摩沙植物名錄》（A List of Plants from Formosa）及松村任三、早田文藏1906年所著的《臺灣植物名錄》（Enumeratio Plantarum Formosanarum）等相關文獻為基礎，加入有用植物調查計畫所採集的新增植物紀錄，包含了難以深入的山地或番地所採集到的標本材料，紀載了顯花植物2067種、高等隱花植物301種，總共紀錄了2368種臺灣植物，其中包括170種引進的顯花植物。
接續1910年單純的臺灣植名錄《臺灣植物目錄》出版，1911年起臺灣總督府開始出版《臺灣植物圖譜》，由有用植物調查計畫中的植物鑑定囑託早田文藏擔任作者，內容包括了檢索表、物種引證標本、特徵描述、產地分布、參考文獻及重要物種的線描繪圖等。直至1921年共出版了《臺灣植物圖譜》10卷，總共記載了3568種及79變種，對比1896年第一本正式發表的臺灣植物名錄《福爾摩沙植物名錄》（A List of Plants from Formosa）的1,347種植物，增加了超過2千多種的植物發現。